# Xbox One
O Xbox One é uma linha de consoles de videogames domésticos de oitava geração desenvolvida pela empresa Microsoft, lançado em 2013, como a terceira edição da série Xbox e o sucessor do Xbox 360. Competiu diretamente com os consoles PlayStation 4 e Nintendo Switch.
Foi introduzido no mercado oito anos após o lançamento do Xbox 360. O Xbox One apresenta jogos com gráficos de alta definição superiores aos vistos no seu antecessor. Foi anunciado no dia 21 de maio de 2013, apresentado ao público pelo presidente de negócios de entretenimento interativo da Microsoft, Don Mattrick, no evento especial Xbox Reveal, como o sucessor do Xbox 360. Seu lançamento oficial foi feito em novembro de 2013 custando US$ 499,00 (€ 499,00 ou R$ 2 299,00). O codinome de desenvolvimento do Xbox One foi denominado de Durango e foi anunciado oficialmente no dia 21 de maio de 2013.
Após o lançamento do console, a Microsoft revelou que seria necessário que o console tivesse uma conexão com a internet constante para funcionar, afirmando que traria uma série de benefícios, incluindo desenvolvedores que serão capazes de confiar em uma conexão com servidores da Microsoft para computação em nuvem e permitindo a partilha de títulos de jogos. Jogadores teriam que autenticar o seu jogo a cada 24 horas através de uma conexão constante com a internet, incluindo single-player e jogos offline. Além disso, as restrições de gerenciamento de direitos digitais significaria que os jogadores seriam obrigados a trocar seus jogos apenas nas lojas participantes, enquanto que os discos só podem ser compartilhados uma vez, e apenas com um amigo que tinha estado na lista amiga do jogador por mais de 30 dias. A recepção da indústria e dos consumidores foram em grande parte negativa. Em resposta, em 19 de junho a Microsoft revelou uma inversão da política, detalhando que as restrições de jogos usados seriam descartados, e que tanto os jogos físicos e os jogos com conteúdo digital funcionariam como acontece no Xbox 360, sem a conexão constante com a internet (porém, será necessário a conexão com a internet na primeira vez que o console for ligado), e que jogos podem ser compartilhados com os amigos, sem autenticação, enquanto que os títulos digitais serão vinculados à conta. Será necessária a conexão de uma só vez, a fim de atualizar o console com um patch.
O Xbox One recebeu críticas positivas principalmente pelo design refinado de seu controle, recursos multimídia e navegação por voz. Seu design mais silencioso e mais frio foi elogiado por tornar o console mais confiável do que seu antecessor no lançamento. Sua interface de usuário original foi criticada por não ser intuitiva, embora as alterações feitas nele e em outros aspectos do pós-lançamento do software do console tenham recebido uma recepção positiva. O Kinect recebeu elogios por sua precisão aprimorada, logins de reconhecimento de rosto e comandos de voz.
O modelo original do Xbox One foi sucedido pelo Xbox One S em 2016, que possui dimensões reduzidas e suporte para vídeo de alto alcance dinâmico HDR10, além de suporte para reprodução de vídeo em 4K e aprimoramento da resolução de jogos de 1080p para 4K. Foi elogiado por seu tamanho menor, suas melhorias visuais e sua falta de fonte de alimentação externa, mas suas regressões, como a falta de uma porta Kinect nativa, foram observadas. Um modelo top de linha, chamado Xbox One X, foi apresentado em junho de 2017 e lançado em novembro; possui especificações de hardware atualizadas e suporte para renderização de jogos com resolução 4K. O Xbox One X e o Xbox One S All-Digital Edition foram descontinuados em Julho de 2020 devido ao lançamento do Xbox Series X em novembro de 2020.
O Xbox One S, única versão que ainda estava sendo fabricado do Xbox One, foi oficialmente descontinuada em dezembro de 2020, sendo confirmada oficialmente a informação só em Janeiro de 2022. O motivo foi que a 'Gigante de Redmond', Microsoft, disse que já existe a versão do Xbox Series S, similar ao Xbox One, contudo, mais poderoso e jogável, e que ficariam concentrado os esforços só nas versões do Xbox Series.

## História

### Anúncio
O Xbox One foi anunciado em 21 de maio de 2013 às 18h00 (Horário de Portugal) e 14h00 (Horário de Brasília), em um evento chamado Xbox Reveal, onde o modelo do console, controle e alguns jogos foram mostrados. Seu preço no início era de US$ 499,00. A Microsoft anunciou que não haverá travas regionais nos games do Xbox One. Desse modo, jogos comprados na Europa podem funcionar em um console norte-americano e vice-versa.

### Lançamento

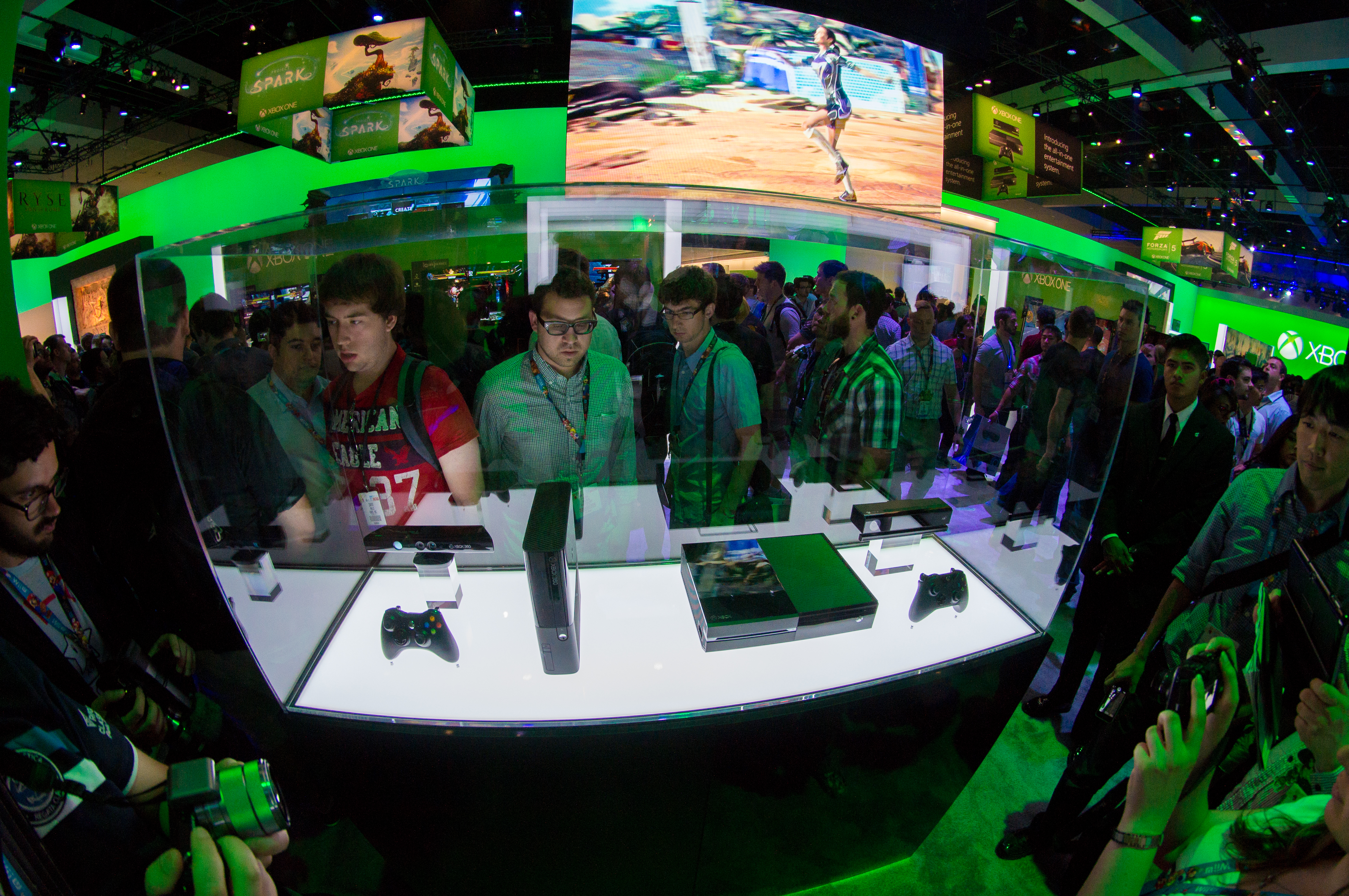
Xbox One sendo apresentado na E3 de 2013

O console de nova geração, foi lançado dia 22 de novembro de 2013 pelo preço de R$ 2 200. O console foi lançado simultaneamente no Brasil, Austrália, Áustria, Canadá, França, Alemanha, Irlanda, Itália, México, Nova Zelândia, Espanha, Reino Unido e Estados Unidos.

## Hardware

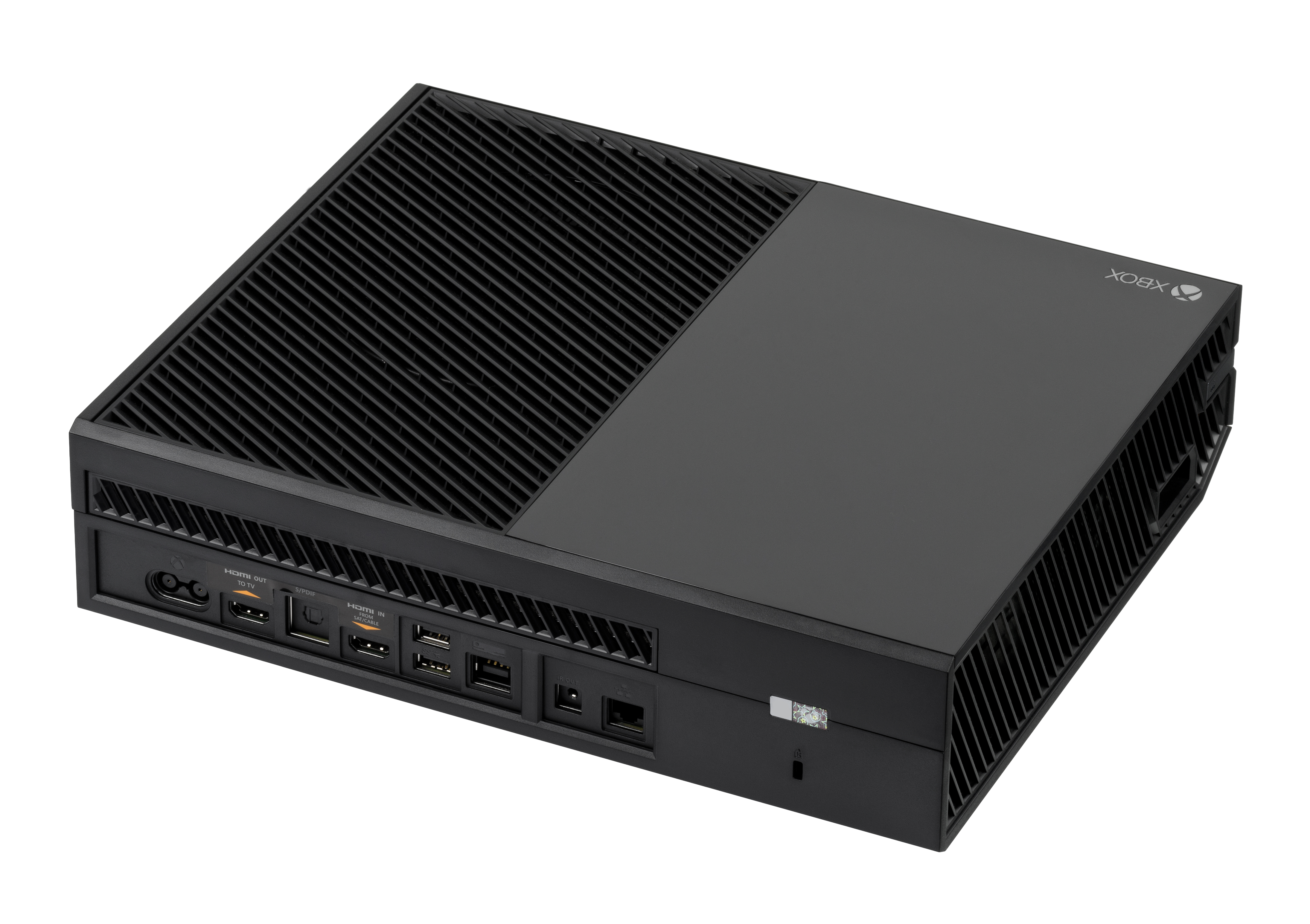
O Xbox One possui uma entrada HDMI que pode ser usada como passagem para decodificadores de TV.

O hardware do Xbox One é semelhante ao do PS4. As especificações do Xbox One são:
- Processador x86-64 AMD APU "Jaguar" Octa-Core 1,75 até 2,86 GHz;
- 8GB de memória RAM DDR3; e 32MB da ESRAM
- GPU AMD Radeon GCN 768 cores 853 MHz 1,31 TFLOPS;
- Joystick padrão do Xbox One;
- HD de 500GB;
- Mídia física em Blu-Ray (jogos e filmes) e DVD (jogos do Xbox 360 e filmes)
- 7.1 surround sound;[27] Dolby Atmos[28]
- Suporte a atualização variável a 120 Hz

O Xbox One S tem a resolução de 4K (3840 × 2160), conseguida por upscaling, de saída de vídeo e som surround 7.1. Yusuf Mehdi, vice-presidente de marketing da Microsoft, afirmou que não há nenhuma restrição de hardware que impediria a execução de jogos em resolução 4K. O Xbox One terá HDMI 1.4.

## Características

### Kinect 2.0

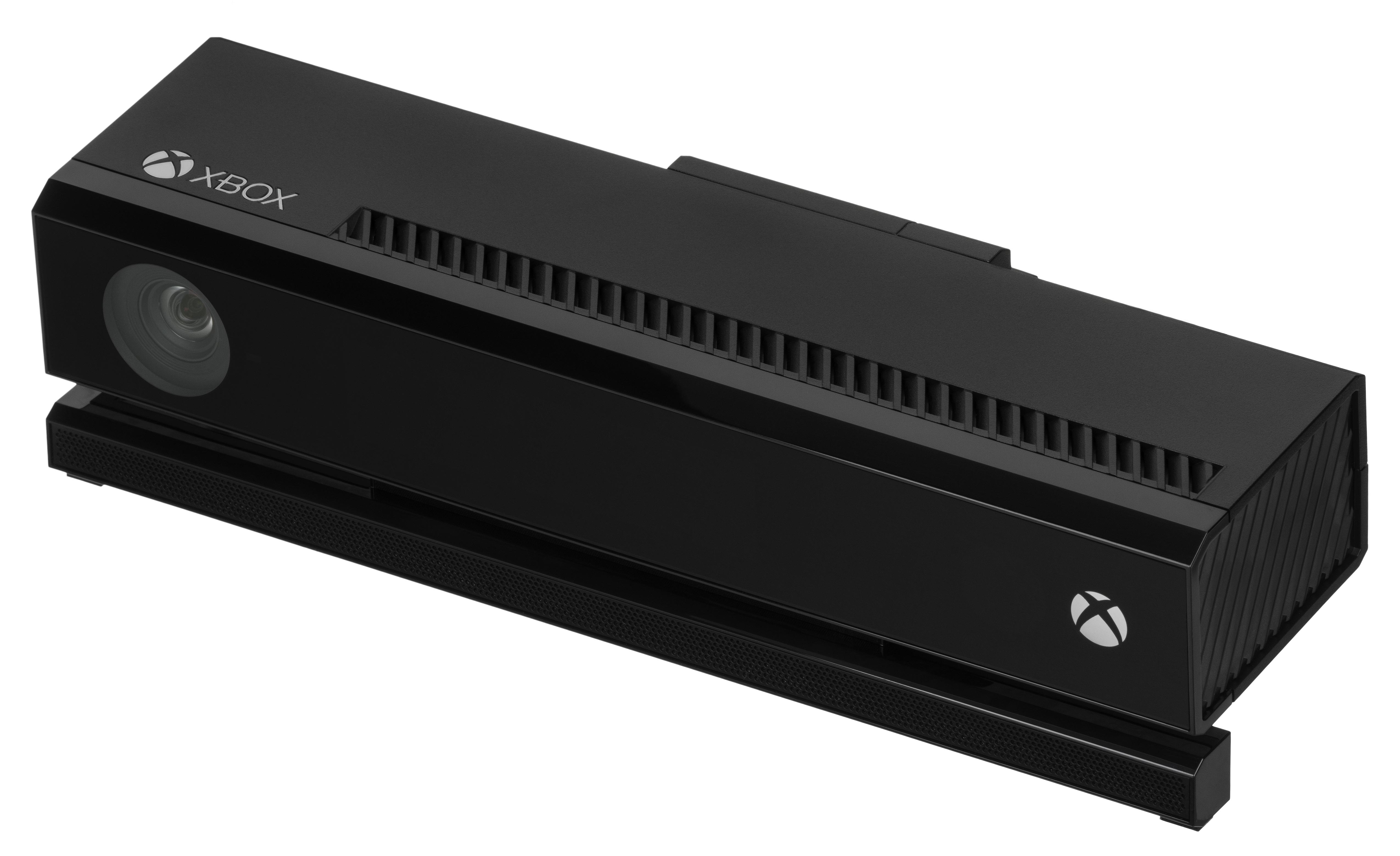
Kinect do Xbox One

O Kinect 2.0 é um aparelho semelhante ao Kinect do Xbox 360, porém é maior, com suas dimensões sendo 24,9 cm x 6,6 cm x 6,7 cm (L x C x A)
Por meio do Kinect, que acompanha o videogame, o jogador pode controlar por meio de comandos de voz ou de gestos todas as opções do aparelho, saindo instantaneamente de um jogo e entrando em um filme ou na TV ao vivo, por exemplo.
A tecnologia apresentada no primeiro Kinect recebeu uma grandiosa evolução em todos os sentidos. O detector de movimentos ficou muito mais preciso, identificando facilmente gestos sutis como mover os dedos, girar o pulso ou mesmo suas expressões faciais e até identificar seu batimento cardíaco. É possível até identificar a força empregada em um movimento, como um soco.
Seu campo de visão é 60% maior e permite que ele funcione tanto em ambientes mais abertos como mais fechados, exigindo menos distância da câmera que o Kinect original. Essa nova versão pode captar e interpretar os movimentos de até seis pessoas ao mesmo tempo, mesmo com baixa iluminação.
O Xbox One foi lançado com uma versão atualizada do sensor do Kinect, que usará uma qualidade de 1080p. O novo tem maior precisão sobre o seu antecessor. O microfone do dispositivo permanecerá ativo em todos os momentos para que ele possa receber comandos de voz do usuário, quando necessário, mesmo se o console estiver ausente (para que possa ser acordado de volta com um comando). Os usuários ainda podem fazer as funções do Kinect igual como fazia no seu antecessor, porém, pode-se controla-lo apenas com a voz.
O Kinect foi descontinuado pela empresa no final de 2017.

### Conectividade de mídia
O Xbox permite o acesso imediato e simultâneo para filmes, TV ao vivo, Skype, Groove Música, Spotify, Netflix e o Microsoft Edge, sucessor do navegador Internet Explorer.

### Controle

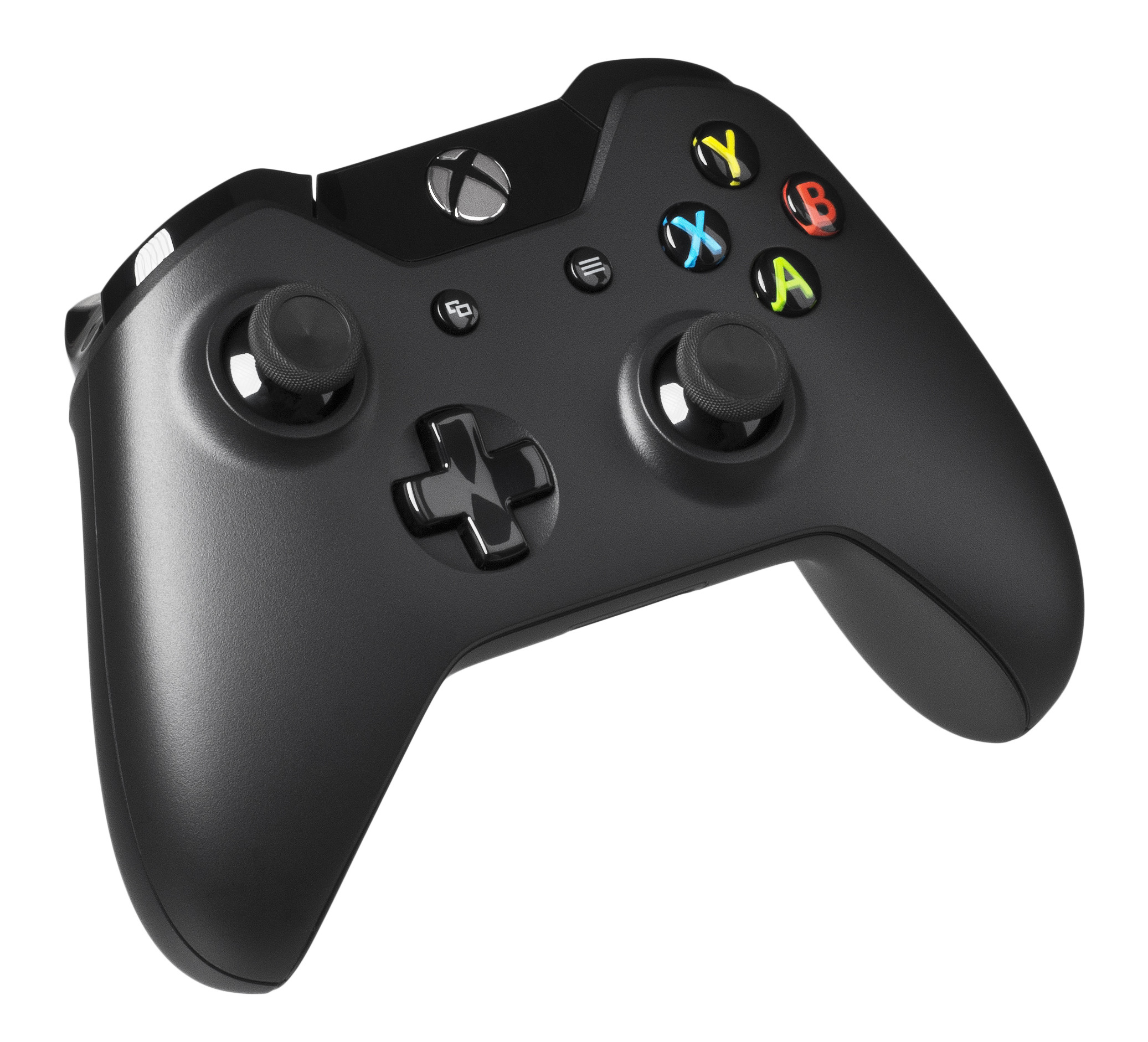
Controle do Xbox One

O controle terá uma "tecnologia refletiva invisível" e LEDs que se comunicarão com o videogame e o Kinect, permitindo a sincronização mais rápida e simples das informações. Com a identificação dos controles e dos jogadores pelo sensor de movimentos, partidas de jogos com tela dividida poderá colocar a imagem do jogador conforme o lado do sofá que ele senta, por exemplo, segundo informações de Hyrb. O novo controlador também contará com um estado de baixa energia para ajudar a poupar pilha quando não estiver em uso, para que você possa ter a certeza que o controle não gastará energia enquanto você, por exemplo, estiver assistindo TV no console.
O controlador manterá o design do Xbox 360, com algumas mudanças.
O compartimento de pilhas do aparelho terá mais capacidade e será movido a Pilha AA. No entanto, é definido com novos botões e mais precisão e ergonomia.

### Controle Elite
Em 2016 a Microsoft lança o controle Elite para o Xbox ONE, controle com várias peças intercambiáveis para melhor se ajustar as necessidades dos jogadores.
Na E3 de 2019 é anunciado a segunda versão, o Controle Elite 2.0, com melhorias e nova opção de ajustar a tensão dos analógicos.

### Controle de voz
O console tem reconhecimento de voz, isso permitirá que os usuários controlem as funções do Xbox via comando de voz. Quase todo o console é movido a voz, e com essa capacidade Skype também será uma função da nova no Xbox.

### Xbox Live
O Xbox será oferecido para salvar músicas, filmes, jogos e muito mais. Agora, é capaz de adicionar quantos amigos você quiser no Xbox Live, sendo que no seu antecessor, o máximo era 100 amigos. É possível também comprar jogos na Live em outros países, mudando a região do seu console. O serviço online do Xbox One permanece como o melhor existente atualmente.

### Gravador de vídeo
Está incluído no sistema um gravador de vídeo digital (DVR) que permite a gravação de gameplays de, no máximo 1 hora. Estes vídeos podem ser editados com ferramentas de edição de vídeo e será possível compartilhar sua jogatina com seus amigos por meio do Xbox Live.

## Revisões de Hardware

### Xbox One S

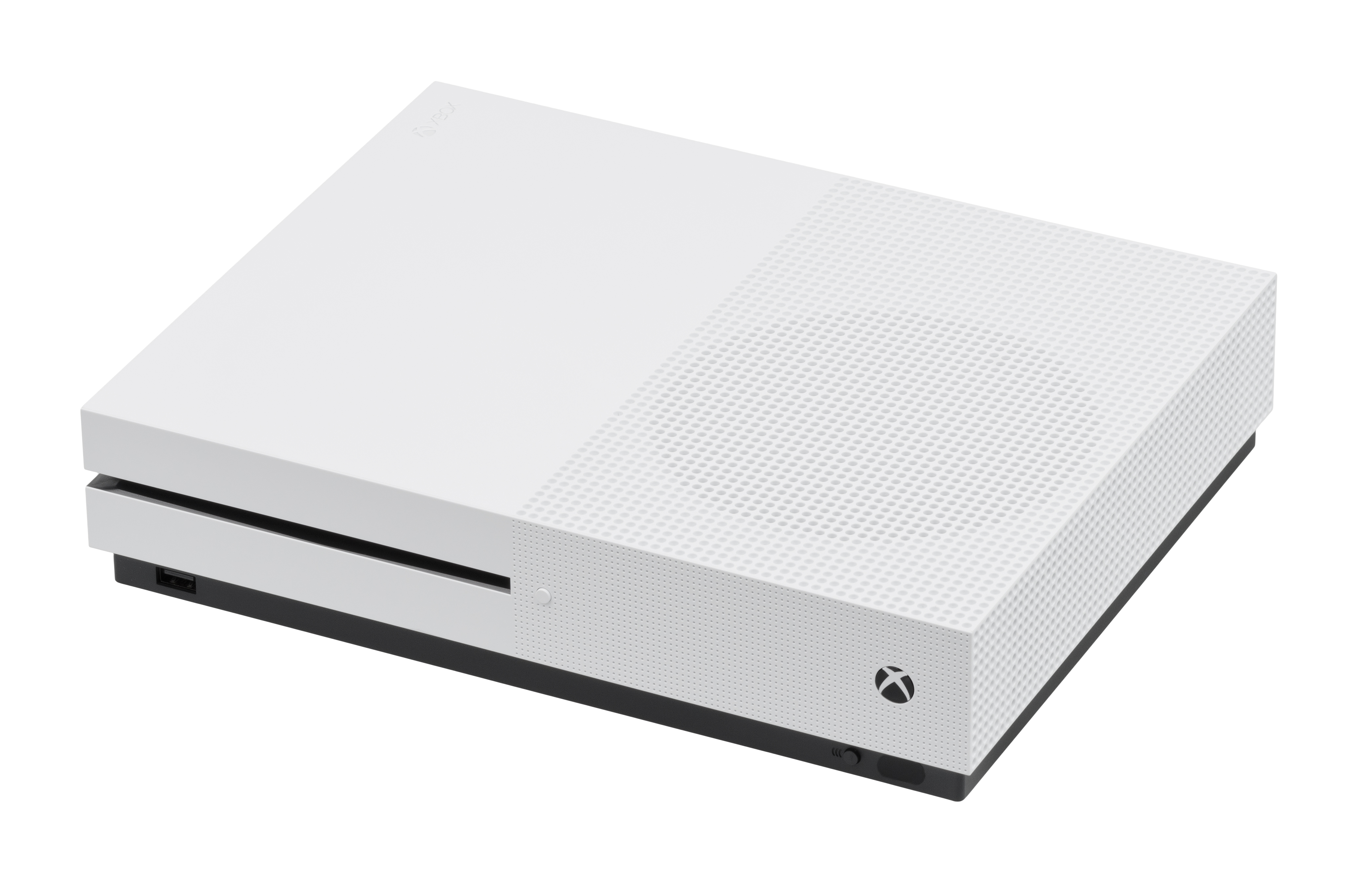
Xbox One S

Em 13 de junho de 2016, durante a E3, a Microsoft anunciou o Xbox One S, uma versão mais compacta do Xbox One. Agora o console é branco, 40% menor que o design original e pode ser colocado na vertical em sua versão de 2TB. Os botões liga/desliga e o de ejetar não são mais soft touch, mas sim físicos, o novo modelo não possui mais a fonte externa, que agora fica dentro do console, a entrada para o Kinect também foi retirada, assim será necessário adquirir separadamente um adaptador USB para poder fazer uso do periférico de captura de movimento. Existem versões de 2 TB, 1TB e 500gb.
O controle foi melhorado alterando os botões de setas e possui aderência texturizada.

#### Especificações:[40]
- AMD APU Jaguar de oito núcleos a 1,75 GHz
- 12 unidades computacionais a 914 MHz
- Performance computacional 1.4 TF
- ESRAM com a largura de banda de 219 GB/s
- 40% menor com a fonte interna
- Suporte a HDR
- Resolução em 4K nativos para filmes e upscaling para jogos
- Pode ser utilizado na vertical
- Suporte a atualização variável a 120 Hz

### Xbox One S All-Digital Edition
Em 16 de abril de 2019, a Microsoft anuncia uma nova versão do Xbox One sem o leitor de disco blu-ray, para uso somente de jogos em mídia digital, chamada de Xbox One S All-Digital Edition. Tirando esta característica, as configurações do console são iguais as do Xbox One S.

### Xbox One X
Anunciado como "Project Scorpio" na E3 de 2016, o console é uma variação do Xbox One muito mais poderosa do que o Fat (Original) e o S (Slim) e o menor entre todos, um pouco menor que o Xbox One S, ainda que mais pesado; entre suas especificações, estão:
- Processador AMD Jaguar de 2,3 GHz
- GPU AMD com 6 TFLOPS de performance
- Armazenamento de 1 TB
- 12GB de Memória RAM GDDR5
- Suporte a 4K nativo e HDR Disco Blu-ray
- Suporte a atualização variável a 120 Hz

## Jogos
O Xbox One atualmente possui empresas third-party de grande porte publicando e desenvolvendo jogos para o console, como EA, Ubisoft, Activision, Warner Bros., 2K Games, Square Enix, entre outras, além dos jogos da própria Microsoft Studios. Até o momento atual, cerca de 100 jogos foram anunciados ou lançados para a plataforma, Exclusivos, Multiplataformas e jogos via download. Recentemente a Microsoft confirmou o lançamento de Halo 5, que rodará a 1080p e 60fps.
Para uma lista (incompleta) de jogos para Xbox One, veja a lista de jogos para Xbox One.
Exclusivos para Xbox One:
● Ryse: Son of Rome
● Forza Motorsport 5, 6 e 7
● Forza Horizon 2, 3, 4 e 5
● Halo 5: Guardians & Halo Wars 2
● Sunset Overdrive
● Gears of War 4 e 5
● Gears of War: Ultimate Edition
● Halo: The Master Chief Collection
● Killer Instinct
● Titanfall
● Dead Rising 3
● Kinect Sports Rivals
● ReCore
● Quantum Break
● Phantasy Star Online 2
● Blair Witch
● Ori in the Blind Forest
● Dance Central Spotlight
● State of Decay 2
● Sea of Thieves
● Crackdown 3
● Ashen
● BeloW
● Scalebound
● Outer Wilds
● Bleeding Edge
● Halo Infinite
● Rare Replay
● Cobalt
● LEGO: Speed Racer Champions 2
● Project Spark
● Conker's Project Spark
● Age of Empires I e II (Definitive Edition)
● Microsoft Flight Simulator 2020
● Ori in the Will of the Wisps
● Bless Unleashed
● IØN
● Phantom Dust Remake
● GIGANTIC
● Beyond Eyes
● Afterparty
● The Last Night
● Vigor
●Stela
● Black Desert
● Deep Rock Galactic
● Void Bastards
● Age of Empires IV
● Gears of War: Tactics
● MechWarrior 5: Mercenaries
● Mass Effect Trilogy (Retrocompatibilidade em 1080p ou 4K)
● Prince of Persia Collection (Retrocompatibilidade em 1080p ou 4K)
● Red Dead Redemption (Retrocompatibilidade Remasterizada em 1080p ou 4K)
● FINAL FANTASY XIII, XIII-2 e Lightning Returns (Retrocompatibilidade Remasterizada em 1080p ou 4K)
● Playersunknows Battlegrounds (1 Ano)
● Rise of the Tomb Raider (1 Ano)
● Cuphead (2 Anos)
● Dead Rising 4 (1 Ano)
● Inside (1 Ano)
● TACOMA (1 Ano)

## Xbox Game Studios
A Microsoft tem diversos estúdios First-Party para produzir Jogos Exclusivos na Plataforma Xbox que são:
- 343 Industries
- Turn 10 Studios
- Playground Games
- The Initiative
- Ninja Theory
- Moon Studios
- The Coalition
- InXile Entertainment
- Undead Labs
- Obsidian Entertainment
- Rare
- Mojang
- Double Fine
- Lift London Studio
- Electric Square
- Cloudgine Games
- Compulsion Games
- SkyBox Labs
- Certain Affinity Studio
- World's Edge Studio
- XGS Global Japan
- XGS Global Publishing

Além dos estúdios first-party para o Xbox, a Microsoft contém parcerias para jogos second-party exclusivos com empresas como:
- Crytek (Ryse: Son of Rome e Hunt: Showdown)
- Respawn Entertainment (Titanfall)
- Harmonix (Dance Central)
- Sumo Digital (Crackdown 3)
- Dlala Studio (Battletoads)
- Remedy Entertainment (Quantum Break e Crossfire X)
- Capcom (Dead Rising 3 e 4)
- Iron Galaxy (Killer Instinct)
- Square Enix (Rise of the Tomb Raider)
- Studio MDHR (Cuphead)
- Playful Corp. (Super Lucky's Tale)
- Insomniac Games (Sunset Overdrive)
- BioWare (Mass Effect e Mass Effect 2, Dragon Age: Origins e Star Wars: Knights of the Old Republic)
- Playdead (Limbo e Inside)
- Ubisoft (Tom Clancy's Splinter Cell: Double Agent, Splinter Cell: Conviction e The Crew)
- 2K Games (BioShock, The Elder Scrolls IV: Oblivion, Borderlands e Borderlands 2)
- THQ (Darksiders, Saints Row, Saints Row 2, Metro 2033p e Homefront: The Revolution)
- PlatinumGames (Scalebound)
- Bluehole Studio (PlayerUnknown's Battlegrounds)
- Rockstar Games (Red Dead Redemption e Grand Theft Auto IV)
- Warner Bros. Interactive (Dying Light, Batman: Arkham Asylum e Middle-Earth: Shadow of Mordor)
- Telltale Games (The Wolf Among Us e Tales from the Borderlands)
- Armature Studios & Comcept (ReCore)
- Annapurna Interactive (Ashen, 12 Minutes e Gone Home)
- Electronic Arts (Plants vs Zombies: Garden Warfare, Dead Space e Dante's Inferno)
- Activision Blizzard (Call of Duty, Diablo III e Blur)
- SEGA (Phantasy Star Online 2 e Streets of Rage 4)
- Private Division (The Outer Worlds e Disintegration)

## Vendas
Esses dados são relativos até o prazo de Julho de 2019
- Estados Unidos: (30 Milhões)[44]
- Europa (Reino Unido): (13 Milhões)[44]
- Europa: (9 Milhões)
- América do Sul: (5,3 Milhões)[44]
- Resto do Mundo: (5,1 Milhões)[44]

### Modelos dos consoles vendidos:
Os preços são dos seus respectivos anos de lançamento
- Xbox One (2013) US$ 499
- Xbox One S (2016) US$ 299
- Xbox One X (2017) US$ 499
- Xbox One S All-Digital (2019) US$ 159